# Gourwati
Gourwalti est un village de la commune de Mayo-Baléo situé dans la région de l'Adamaoua et le département du Faro-et-Déo, à proximité de la frontière avec le Nigeria.

## Population
Lors du recensement de 2005, le village comptait 562 personnes, 264 de sexe masculin et 298 de sexe féminin.

## Infrastructures sociales existantes
Le village contient une école publique, des forages et des puits à ciel ouvert.

## Agriculture et élevage du bétail
La quasi-totalité des villageois vivent de l'agriculture et de l'élevage du bétail. Les producteurs peuvent écouler leurs produits au marché local sur une base hebdomadaire.